# Amerikaanse Senaatscommissie voor Handel, Wetenschap en Vervoer
De Amerikaanse Senaatscommissie voor Handel, Wetenschap en Vervoer is een commissie van de Amerikaanse Senaat. Deze commissie is onder meer verantwoordelijk voor het Amerikaanse Ruimtevaartbureau NASA. Deze commissie houdt ook hoorzittingen voor de nieuwe minister van Handel en Vervoer.

## Leden 113de Amerikaans Congres
De commissie wordt voorgezeten door Jay Rockefeller
| Meerderheid | Minderheid |
| --- | --- |
| - Jay Rockefeller, West Virginia, Chairman - John Kerry, Massachusetts - Barbara Boxer, California - Bill Nelson, Florida - Maria Cantwell, Washington - Frank Lautenberg, New Jersey - Mark Pryor, Arkansas - Claire McCaskill, Missouri - Amy Klobuchar, Minnesota - Mark Warner, Virginia - Mark Begich, Alaska - Richard Blumenthal, Connecticut - Brian Schatz, Hawaii | - John Thune, South Dakota, Ranking Member - Roger Wicker, Mississippi - Roy Blunt, Missouri - Marco Rubio, Florida - Kelly Ayotte, New Hampshire - Dean Heller, Nevada - Dan Coats, Indiana - Tim Scott, South Carolina - Ted Cruz, Texas - Deb Fischer, Nebraska - Ron Johnson, Wisconsin |

bron: https://web.archive.org/web/20110504234806/http://democrats.senate.gov/committee/

## Subcommissie
| Subcommissie                                                      | Voorzitter       | Ranking Minority Member |
| ----------------------------------------------------------------- | ---------------- | ----------------------- |
| Subcommissie voor de veiligheid in de luchtvaart                  | Maria Cantwell   | John Thune              |
| Subcommissie voor communicatie,Technologie en internet            | John Kerry       | nnb                     |
| Subcommissie voor binnenlandse handel, ruilen en toerisme.        | Amy Klobuchar    | Roy Blunt               |
| Subcommissie voor klantenzaken                                    | Mark Pryor       | Pat Toomey              |
| Subcommissie voor oceanen, visserij en de US Coast Guard.         | Mark Begich      | nnb                     |
| Subcommissie voor de ruimte,ruimtevaart en andere degelijke zaken | Bill Nelson      | John Boozman            |
| Subcommissie voor vervoer                                         | Frank Lautenberg | Roger Wicker            |

## Voorzitters

### Commissie voor handel en bouwzaken 1816-1825
- William Hunter (F-RI) 1816-1817
- Nathan Sanford (R-NY) 1817-1820
- Mahlon Dickerson (R-NJ) 1820-1825

### Commissie voor handel 1825-1927
- James Lloyd (NR-MA) 1825-1826
- Josiah Johnston (NR-LA) 1826-1827
- Levi Woodbury (D-NH) 1827-1831
- John Forsyth (D-GA) 1831-1832
- William R. King (D-AL) 1832-1833
- Nathaniel Silsbee (W-MA) 1833-1835
- John Davis (W-MA) 1835-1836
- William R. King (D-AL) 1836-1841
- Jabez Huntington (W-CT) 1841-1845
- William Haywood (D-NC) 1845-1846
- John Dix (D-NY) 1846-1849
- Hannibal Hamlin (D-ME) 1849-1856
- Henry Dodge (D-WI) 1856-1857
- Clement Claiborne Clay (D-AL) 1857-1861
- Zachariah Chandler (R-MI) 1861-1875
- Roscoe Conkling (R-NY) 1875-1879
- John B. Gordon (D-GA) 1879-1880
- Matt Ransom (D-GA) 1880-1881
- Samuel J. R. McMillan (R-MN) 1881-1887
- William P. Frye (R-ME) 1887-1893
- Matt Ransom (D-NC) 1893-1895
- William P. Frye (R-ME) 1895-1911
- Knute Nelson (R-MN) 1911-1913
- James P. Clarke (D-AR) 1913-1916
- Duncan U. Fletcher (D-FL) 1916-1919
- Wesley L. Jones (R-WA) 1919-1930
- Hiram W. Johnson (R-CA) 1930-1933
- Hubert D. Stephens (D-MS) 1933-1935
- Royal S. Copeland (D-NY) 1935-1939
- Josiah W. Bailey (D-NC) 1939-1947

### Commissie voor binnenlandse handel, 1887-1947
- Shelby M. Cullom (R-IL) 1887-1893
- Matthew Butler (D-SC) 1893-1895
- Shelby M. Cullom (R-IL) 1895-1901
- Stephen Elkins (R-WV) 1901-1911
- Moses E. Clapp (R-MN) 1911-1913
- Francis G. Newlands (D-NV) 1913-1917
- Ellison D. Smith (D-SC) 1917-1919
- Albert B. Cummins (R-IA) 1919-1924
- Ellison D. Smith (D-SC) 1924-1925
- James E. Watson (R-IN) 1925-1928
- James Couzens (R-MI) 1928-1933
- Clarence C. Dill (D-WA) 1933-1935
- Burton K. Wheeler (D-MT) 1935-1947

### Commissie voor binnen en buitenlandse handel 1947-1961
- Wallace H. White, Jr. (R-ME) 1947-1949
- Edwin C. Johnson (D-CO) 1949-1953
- Charles W. Tobey (R-NH) 1953
- John W. Bricker (R-OH) 1953-1955
- Warren G. Magnuson (D-WA) 1955-1961

### Commissie voor handel, 1961-1977
- Warren G. Magnuson (D-WA) 1961-1977

### Commissie voor handel, wetenschap en vervoer, 1977-huidig
- Warren G. Magnuson (D-WA) 1977-1978
- Howard W. Cannon (D-NV) 1978-1981
- Bob Packwood (R-OR) 1981-1985
- John Danforth (R-MO) 1985-1987
- Ernest F. Hollings (D-SC) 1987-1995
- Larry Pressler (R-SD) 1995-1997
- John McCain (R-AZ) 1997-2001
- Ernest F. Hollings (D-SC) 2001
- John McCain (R-AZ) 2001
- Ernest F. Hollings (D-SC) 2001-2003
- John McCain (R-AZ) 2003-2005
- Ted Stevens (R-AK) 2005-2007
- Daniel K. Inouye (D-HI) 2007-2009
- Jay Rockefeller (D-WV) 2009-